# DAS 53
DAS 53 (Dahschur Süd 53) ist der provisorische, moderne Name einer altägyptischen Pyramide, die im Frühjahr 2006 bei einem Survey des Deutschen Archäologischen Instituts in Dahschur-Süd gefunden wurde. Sie liegt etwa 200 m nordöstlich der Nördlichen Pyramide von Masghuna.
Sie datiert mit einiger Sicherheit aufgrund von Keramikbruchstücken von Bierkrügen in die 13. Dynastie (um 1750 v. Chr.). 

## Baudetails
Von dem Bauwerk ist hauptsächlich die Grube, in der die Grabkammer erbaut werden sollte, erhalten. Sie hat einen Durchmesser von etwa 20 m und eine Tiefe von 4 m, was auf Bauvorbereitungen einer größeren Pyramide hindeutet. Von dieser selbst sind um die Grube lediglich extensive Halden von Lehmziegel- und Kalksteintrümmern verblieben.

## Erforschung
Da die Pyramide bisher nicht ausgegraben wurde, ist weder der Besitzer bekannt, noch kann gesagt werden, ob der Bau jemals vollendet wurde. Die Dimensionen des Bauwerks konnten bislang nicht ermittelt werden.